# José Luis Russo
José Luis Russo (Montevideo, Uruguay, 14 de julio de 1958) es un exfutbolista uruguayo. Jugó 35 partidos con la Selección de fútbol de Uruguay entre 1979 y 1986.  
Es apodado "Pete" Jugaba de defensa y militó en diversos clubes de Uruguay, Chile Colombia y Brasil. Era muy completo, Sus principales características eran su fortaleza física, juego aéreo impecable, gran liderazgo y una envidiable pegada, que le llevó a marcar muchos goles de Tiro libre a lo largo de su carrera. Russo poseía un cañón fulminante en su pierna derecha. Le pegaba fuertísimo al balón y con gran precisión. Otras de las características que podemos resaltar, es su gran potencia, buen tiempista, buen manejo con la pelota. Otra de sus armas era su gran juego aéreo, que le permitía ganar en las dos áreas. Hizo muchos goles de cabeza en su carrera, uno muy recordado fue el gol que le hizo a Colo Colo, Jugando para Deportes Iquique, En la final de la liguilla pre libertadores del año 88. Fue final a partido único, que se disputó en el estadio nacional de Santiago, Chile. Donde Colo colo hacia de local. En un córner, Russo sorprendió a la defensa colocolina, saltó más que todos en el área y saco un cabezazo de media vuelta, la pelota se metió en el ángulo, batiendo al guardameta argentino Morón. Fue el gol del descuento, el 2 a 1,  para Deportes Iquique. En su posición de zaguero central, Russo tuvo actuaciones memorables. Era un jugador que siempre iba fuerte, con todo, pero sin mala intención. Russo es muy querido por los hinchas ya que nunca daba una pelota por perdida y hacia honor al lema " pasa la pelota pero no el jugador" Russo marco una época en el futbol. Dejó una huella imborrable en todos los equipos que jugó, rindiendo a un gran nivel. Pete Russo siempre será recordado por su Garra, Temperamento, carisma y entrega.

## Clubes
| Club                      | País     | Año       |
| ------------------------- | -------- | --------- |
| Huracán Buceo             | Uruguay  | 1976-1979 |
| Defensor                  | Uruguay  | 1980-1982 |
| Deportes Tolima           | Colombia | 1983-1984 |
| Atlético Bucaramanga      | Colombia | 1985      |
| Peñarol                   | Uruguay  | 1986-1987 |
| Independiente de Medellín | Colombia | 1987      |
| Palmeiras                 | Brasil   | 1988      |
| Deportes Iquique          | Chile    | 1988-1991 |
| Huracán Buceo             | Uruguay  | 1992-1993 |

Club Estrella Roja- Chunchi.  New Jersey-EEUU.